# مزققة جدباء
مزققة جدباء (الاسم العلمي:Ascobolus depauperatus) هي نوع من الفطريات تتبع جنس المزققة من الفصيلة المزققية.